# Yoshiwara-juku
Yoshiwara-juku (jap. 吉原宿 Yoshiwara-juku) – czternasta z 53 stacji szlaku Tōkaidō, położona obecnie w mieście Fuji w prefekturze Shizuoka. 

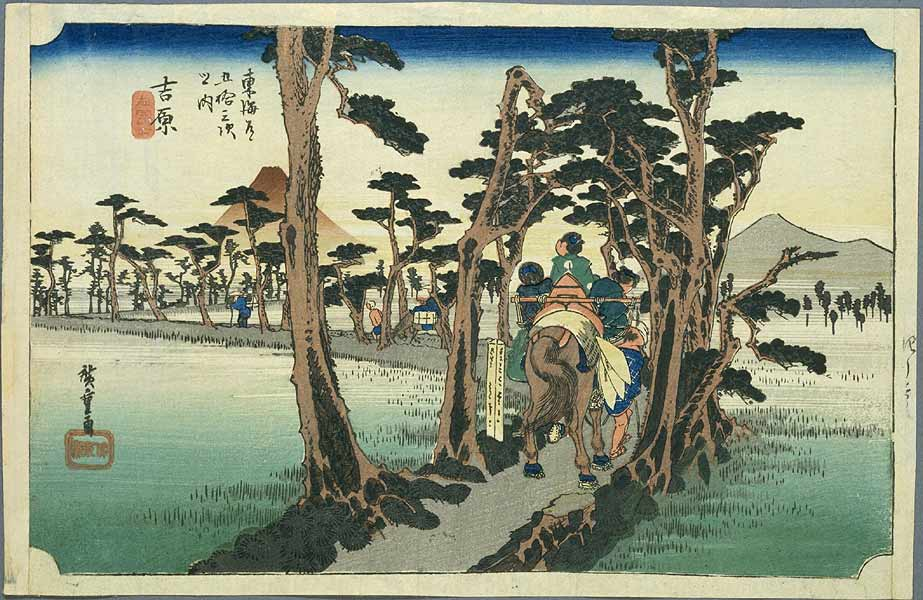
Stacja w latach 30. XIX wieku, Hiroshige Andō

Festiwal Yoshiwara-juku odbywa się każdego roku w październiku i listopadzie w Fuji, dla pokazania historii tego rejonu.
Yoshiwara-juku  pierwotnie znajdowała się w pobliżu dzisiejszej stacji Yoshiwara, na nowoczesnej linii kolejowej Główne Tōkaidō, ale po bardzo niszczycielskim tsunami w 1639 roku, została odbudowana w głębi lądu. W 1680 r. teren ten został  ponownie zdewastowany przez duże  tsunami, a miasto zostało ponownie przeniesione – na obecne miejsce.
W erze Edo była tu kolumnada sosen.